# Invasion de l'Ouganda de 1972
L'invasion de l'Ouganda en 1972 est une tentative armée d'insurgés ougandais, soutenus par la Tanzanie, de renverser le régime d'Idi Amin. Sous les ordres de l'ancien président ougandais Milton Obote, les insurgés lancent une invasion du sud de l'Ouganda avec un faible soutien tanzanien en septembre 1972. La force rebelle se compose principalement de « l'armée populaire » principalement fidèles à Obote, mais qui comprennent également le Front for National Salvation (en), des guérilleros dirigés par Yoweri Museveni. L'opération est difficile dès le début, car un raid de commando rebelle prévu doit être interrompu, Aminest averti de l'invasion imminente et les rebelles manquent de personnes, d'entraînement et d'équipement. Les rebelles occupent quelques villes du sud de l'Ouganda au début de l'invasion, mais aucun soulèvement populaire majeur n'éclate, alors qu'Obote comptait dessus.
Sans soutien civil de masse et en infériorité numérique et en armes, les rebelles sont vaincus par les loyalistes en quelques heures. La plupart des insurgés sont tués ou capturés, tandis que les autres fuient vers la Tanzanie. Renforcées par les troupes libyennes et de l'Organisation de libération de la Palestine, les forces de sécurité ougandaises lancent des opérations pour traquer et tuer les rebelles encore sur place, tout en lançant des purges politiques contre les partisans présumés d'Obote. Pendant ce temps, Amin ordonne à son armée de l'air de riposter en bombardant la Tanzanie, incitant cette dernière à mobiliser son armée le long de la frontière. Avant que le conflit ne dégénère en une guerre totale entre l'Ouganda et la Tanzanie, les deux pays conviennent d'un cessez-le-feu sous la médiation somalienne, puis ratifient un traité à Mogadiscio pour désamorcer les tensions. Malgré cela, le conflit aggrave les relations déjà médiocres entre l'Ouganda et la Tanzanie et contribue finalement à la guerre ougando-tanzanienne.

## Contexte
En 1971, un coup d'État militaire renverse le président de l'Ouganda, Milton Obote. Le colonel Idi Amin devient le nouveau président ougandais et installe une dictature violente. Cette prise de contrôle est initialement bien accueillie par de nombreux Ougandais, car Obote est devenu profondément impopulaire dans certaines couches de la population du pays et Amin se présente comme un réformateur. Il libère plusieurs personnalités de l'opposition qui ont été emprisonnées sous Obote, dont Shaban Opolot (en), Grace Ibingira (en) et Benedicto Kiwanuka. Le coup d'État déteriore les relations avec la Tanzanie voisine, le président tanzanien Julius Nyerere ayant refusé la reconnaissance diplomatique du nouveau gouvernement et offert l'asile à Obote et à ses partisans. Après le coup d'État, Amin lance des purges de ses ennemis. L'armée ougandaise (en) est la plus touchée par cette évolution. Une grande partie de ses dirigeants est tuée ou expulsée, tandis que des membres de groupes ethniques et religieux favorables à Amin sont recrutés et promus en masse. Un grand nombre de militaires et de personnalités de l'opposition visées par les purges s'exilent. Ils mettent en place des camps d'entraînement et organisent des groupes militants au Soudan et en Tanzanie. Le président soudanais Jaafar Nimeiry s'oppose à Amin, qui soutient les rebelles soudanais Anyanya, tandis que le président tanzanien Nyerere est proche d'Obote et soutenait son orientation socialiste.
En conséquence, les relations entre l'Ouganda et la Tanzanie s'enveniment. Nyerere dénonce régulièrement le régime d'Amin, et Amin profère des menaces répétées d'envahir la Tanzanie. La situation empire quand l'Ouganda exige l'annexation de la région de Kagera, soutenant que le fleuve constitue une frontière plus logique. La frontière a été négociée à l'origine par les autorités coloniales britanniques et allemandes avant la Première Guerre mondiale. En plus de la région de Kagera, Amin nourrit également l'espoir d'acquérir un couloir vers l'océan Indien. En conséquence, il envirsage des plans de conquête du nord de la Tanzanie, dont la ville portuaire de Tanga. À la suite d'un affrontement armé entre des soldats le long de la frontière commune des pays quelques mois après le coup d'État, Amin publie des règles d'engagement qui clarifient que l'armée ougandaise n'est autorisée à attaquer la Tanzanie qu'en représailles ou s'il en donne l'ordre. Sa position politique reste très agressive.
Dans le même temps, les exilés ougandais complotent pour renverser Amin avec le soutien de la Tanzanie. L'un des premiers groupes à agir est le groupe militant encore anonyme, futur Front for National Salvation, de Yoweri Museveni. Il s'infiltre en Ouganda et tente d'établir une base de guérilla au mont Elgon en 1971, mais les militants sont découverts et arrêtés par les forces de sécurité. Bien qu'ils soient opposés à Obote et à sa politique, Museveni et son petit groupe de camarades décident de faire équipe avec l'ancien président, considérant Amin comme la plus grande menace. Au fil du temps, l'alliance rebelle d'Obote subit plusieurs revers. Obote prévoit des invasions simultanées du Soudan et de la Tanzanie en août 1971, mais cette opération est annulée en raison de la crainte de Nyerere d'un soutien britannique et israélien à Amin, de doutes du haut commandement des Forces de défense du peuple tanzanien (TPDF) sur les chances de succès des invasions et de querelles entre des groupes rebelles.
Début 1972, Amin a peut-être demandé l'aide israélienne pour une invasion de la Tanzanie. Lorsque le gouvernement israélien refuse de fournir des armes pour ce plan, il répond en rompant les relations diplomatiques et en s'alliant avec des forces anti-israéliennes telles que la Libye de Mouammar Kadhafi et l'Organisation de libération de la Palestine. Amin cesse également d'aider les rebelles d'Anyanya et signe un accord avec le Soudan, après quoi le pays expulse la plupart des insurgés ougandais de son sol. Les loyalistes d'Obote basés au Soudan doivent être évacués via le Kenya vers la Tanzanie ; sur le chemin, beaucoup meurent. Les rescapés rejoignent les quelques centaines de personnes déjà stationnées à Kigwa dans la région de Tabora. Quelques rebelles restent dans le sud du Soudan et tentent une invasion de l'Ouganda en avril 1972. L'opération est facilement écrasée par l'armée ougandaise. En août 1972, Amin ordonne l'expulsion de la communauté sud-asiatique d'Ouganda, confisquant leurs biens et affirmant qu'il va la redistribuer aux autres Ougandais. Dans un contexte de crise économique, l'initiative rencontre un fort succès populaire. Les rebelles et le gouvernement tanzanien commencent à penser que retarder une invasion rebelle majeure va diminuer ses chances de succès, tandis que Nyerere apprend que l'Ouganda a rejoint un complot international pour le renverser. En conséquence, le président tanzanien encourage une invasion rebelle de l'Ouganda pour le 15 septembre 1972. Pendant ce temps, Obote amasse une force d'environ 1 300 ex-soldats exilés. Ses partisans sont connus sous le nom de Front de libération du peuple ougandais.

## Préparation de l'invasion

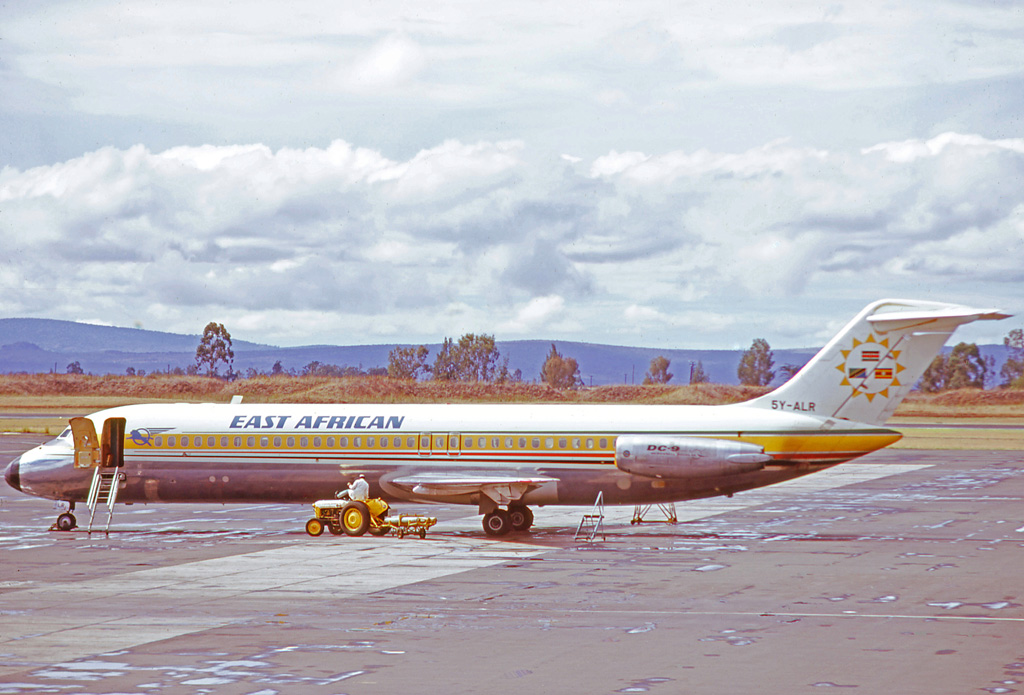
Un McDonnell Douglas DC-9 de la East African Airways en 1973

Le plan d'invasion d'Obote est achevé le 10 septembre : d'abord, les rebelles doivent utiliser un McDonnell Douglas DC-9 de la East African Airways et l'utiliser pour transporter 80 commandos à l'aéroport d'Entebbe. D'autres sources avancent les chiffres de 100 ou 300 guerrilleros. Ces rebelles doivent capturer l'aéroport, marcher sur Kampala et prendre sa station de radio pour diffuser un message préenregistré par Obote. L'ancien président espère que cela inspirera un soulèvement de civils et de militaires. Pendant ce temps, deux équipes d'insurgés doivent traverser la frontière depuis la Tanzanie et attaquer les villes importantes de Mbarara et Masaka dans le sud de l'Ouganda. Après les avoir sécurisées, les forces terrestres rebelles doivent pousser vers Kampala, Mubende et Fort Portal. Une équipe attaquera depuis le camp rebelle de Kigwe (en), tandis que l'équipe attaquant Masaka commencerait par le camp rebelle de Handeni (en). The Voice of Uganda, le journal d'État ougandais, affirme que le directeur du renseignement tanzanien Lawrence Gama (en) est impliqué dans la planification de l'invasion.
En même temps, la TPDF fournit des armes à l'armée de Museveni et l'aide à mener des incursions en Ouganda pour mettre en place des cellules anti-Amin telles que le "Comité temporaire" basé à Kampala. Museveni affirme aux Tanzaniens que ces missions rencontrent un grand succès et que plusieurs milliers de personnes sont prêtes à se révolter dans la région de Mbarara. Cependant, il critique généralement les « solutions putschistes », estimant qu'Amin ne peut être renversé que par une guérilla à long terme. Le 14 septembre, Museveni est informé des plans d'invasion par le ministre tanzanien de la Défense qui lui dit que des camions sont déjà en route pour transporter ses rebelles de leur camp à la frontière. Les plans de bataille supposent que le réseau d'infiltration de Museveni produira un grand nombre de rebelles pour aider l'invasion. Museveni affirme plus tard qu'il n'a jamais promis une grande cinquième colonne en Ouganda. Il accuse également le court préavis qui lui a été donné de l'invasion, ce qui l'a empêché de préparer son réseau souterrain à un soulèvement. Museveni fait valoir qu'Obote a délibérément exagéré le pouvoir de ses sympathisants pour convaincre les Tanzaniens de donner le feu vert à l'invasion. En général, il y aurait eu de fortes tensions au sein de l'alliance rebelle, les membres de la faction d'Obote traitant le groupe de Museveni comme des ennemis. Après sa capture lors de l'invasion, le rebelle Alex Ojera déclare à ses interrogateurs ougandais que les insurgés ont eu des problèmes de tribalisme, car les militants bantous, acholi et lango se méfient les uns des autres.
Amin est informé de l'invasion rebelle et s'y prépare en renforçant ses défenses sud. Le magazine sud-africain Drum déclare que l'agence de renseignement kenyane aurait été responsable de la fuite des plans d'invasion, tandis que le chercheur A. Kasozi soutient que des informations ont été divulguées par des civils baganda du sud de l'Ouganda qui s'opposent à Obote. Le journaliste Faustin Mugabe tient pour responsables les espions ougandais en Tanzanie. Selon le soldat ougandais Bernard Rwehururu (en), de nombreux officiers militaires ougandais n'ont pas pris au sérieux les avertissements concernant une invasion et ne se sont pas correctement préparés à cette éventualité.

## Invasion

### Attaques des rebelles

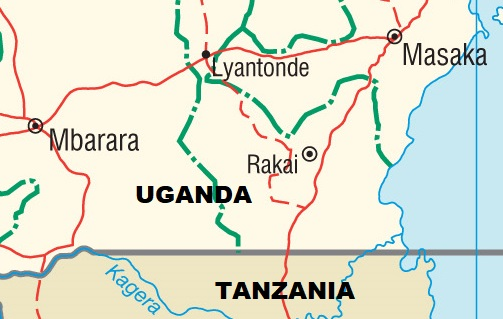
Carte du sud-est de l'Ouganda montrant Masaka et Mbarara

Dès le début, l'invasion est un désastre. L'historien ougandais Samwiri Karugire la décrit comme « l'un de ces événements rares dans l'histoire militaire. Un échec parfait. ». L'avion DC-9 n'arrive jamais à Entebbe. Obote avait choisi James Lalobo, le fils d'un ami, pour piloter l'avion malgré son manque d'expérience. Bien que le DC-9 ait été volé avec succès avec le soutien des services de renseignement tanzaniens de l'aéroport de Dar es Salaam, le pilote n'arrive pas à rentrer son train d'atterrissage. Dans sa tentative de s'arrêter temporairement à l'aéroport international du Kilimandjaro pour récupérer les commandos, le 15 septembre, il atterrit à une vitesse trop élevée, détruisant les pneus du DC-9. Le raid sur Entebbe doit être annulé et des journalistes apprennent les événements du Kilimandjaro. Un journal, l'Uganda Argus, publie rapidement un article sur le crash, alertant Amin de l'imminence de l'opération rebelle. Il met ses commandants du sud en alerte, envoyant le commandant du bataillon Simba Ali Fadhul (en) pour évaluer la situation à la frontière.
Bien qu'ayant perdu l'élément de surprise, les invasions terrestres se sont poursuivies. Obote et les factions rebelles sous sa direction lancent l'invasion le 17 septembre. L'ensemble de la force rebelle était de 1 340 à environ 1 500 combattants. Le principal groupe rebelle traverse la frontière à 5h30 après avoir tué plusieurs gardes-frontières et capture Mutukula (en). Il est censé viser Masaka, qui a une garnison d'environ 1 000 combattants, et est dirigé par le capitaine Anach ou le lieutenant-colonel David Oyite-Ojok, et Tito Okello. Le groupe principal progresse bien, submergeant quelques petits groupes de soldats et capturant du matériel militaire. Kadhafi, qui a promis un soutien à son allié Amin, ordonne l'envoi d'une force d'intervention en Ouganda.

Certains civils hissent le drapeau noir-rouge-bleu du Congrès du peuple ougandais en soutien aux rebelles.

La force rebelle de l'ouest, dirigée par le capitaine Oyile, cousin d'Obote, le lieutenant Okot et le lieutenant Okum, traverse la frontière à 7 heures du matin, en retard. Armée de quelques mitraillettes, fusils sans recul et roquettes, elle se compose d'environ 300 à 350 guérilleros, incluant la quarantaine de soldats de Museveni . Alors que les loyalistes d'Obote portent des uniformes et s'attendent à une victoire facile, le groupe de Museveni porte des vêtements civils pour la guérilla. Plusieurs membres du groupe expriment des doutes sur leur armement obsolète et leur petit nombre par rapport à l'armée ougandaise. Certains militants ne sont même pas armés. Le groupe a également des problèmes avec ses camions, ce qui ralentit sa progression. Le groupe détruit un poste frontière ougandais, tuant quatre gardes. Après avoir avancé 14 kilomètres en Ouganda, les rebelles tombent sur une Land Rover avec huit soldats qui sont tués dans un échange de tirs à Kaberebere. Malgré cette victoire facile, certains rebelles sont si inexpérimentés qu'ils désertent immédiatement, traumatisés. Les autres poursuivent leur avancée. Ils croisent Fadhul, mais ne le reconnaissent pas dans sa voiture civile. Le commandant dépasse les insurgés et informe Amin par téléphone du nombre et de l'emplacement des rebelles. Selon le gouvernement ougandais, les rebelles occupent Kyotera (en), Kakuto et Kalisizo (en). Des reportages radio tanzaniens affirment aussi que Kisenyi et Umburra ont été capturés par des rebelles. Quelques civils réagissent en hissant les drapeaux du Congrès du peuple ougandais, le parti d'Obote. Cependant, contrairement aux espoirs de Museveni, aucune grande rébellion n'éclate dans la région de Mbarara pour soutenir l'invasion. La plupart des civils soutiennent encore Amin à l'époque, surtout en raison de son expulsion des Ougandais d'origine sud-asiatique.
Pendant ce temps, les loyalistes du gouvernement ougandais organisent leurs défenses. À 9 heures du matin, le commandant en second du bataillon Simba, Yusuf Gowon (en), sonne l'alarme à la caserne de Mbarara et ordonne à la plupart de ses troupes de prendre des positions défensives. Il dépêche égalelement plusieurs jeeps pour garder la route menant à la caserne. Les insurgés arrivent à Mbarara à 10h30, où ils détruisent quelques barrages routiers et une jeep abandonnée avant de partir à l'assaut des casernes de la ville. Sans approvisionnement, mal entraînés et manquant de directions, les rebelles n'arrivent pas à capturer la caserne de Mbarara. Dès qu'ils s'approchent de la garnison, une jeep de l'armée ouvre le feu et détruit un camion rebelle. Toute l'avancée des insurgés tombe rapidement dans le désarroi. Le capitaine Oyile « disparaît », tandis que plusieurs soldats s'enfuient dans les bois voisins. Museveni et trente de ses guérilleros avancent jusqu'aux portes de la caserne, se mettant à l'abri derrière une fourmilière et tirant sur les soldats. Un autre groupe de rebelles prend position dans une mosquée et tire sur la caserne avec un mortier. Certains rebelles essaient de grimper à travers une clôture métallique qui entourait la caserne, mais sont tués par les troupes de Gowon. Après une heure de combat, les rebelles battent en retraite. Comme les rebelles restants se retrouvent pour la plupart sans chef, Museveni prend le commandement et ramène les survivants à la frontière tanzanienne. Ils sont poursuivis par les troupes de Gowon. Beaucoup plus de rebelles sont tués pendant la retraite que pendant la bataille de Mbarara. Plusieurs insurgés tentent de se cacher avec des civils locaux, dont Oyile, Okot et Okumu, mais ils sont tous ensuite remis à l'armée ougandaise.
Le groupe rebelle de l'Est est arrêté à Kiziba par un important contingent de l'armée ougandaise. Museveni raconte que Tito Okello a demandé des renforts avant son arrivée à Kalisizo (en) à l'aide d'une radio militaire dont il n'a pas changé la fréquence. L'armée ougandaise lui répond en se faisant passer pour des insurgés, et lui donne rendez-vous à un endroit pour lui fournir des nouvelles munitions : les troupes tombent dans une embuscade. Les forces gouvernementales incluent des chars et des véhicules blindés de transport de troupes. Comme les rebelles manquent d'armes et de munitions, ils arrêtent rapidement l'attaque. Environ 169 rebelles sont tués dans cet affrontement. Après avoir subi de lourdes pertes, ils battent en retraite, couverts par l'obscurité.

### Retraite et affrontements frontaliers
Dans les premières heures du 18 septembre, les rebelles sont en pleine retraite. Seuls 46 insurgés appartenant à l'équipe Mbarara auraient atteint la frontière tanzanienne ce jour-là. Au moins 100 insurgés de ce groupe sont tués et plusieurs autres capturés pour être exécutés plus tard. Les victimes comprennent des membres importants de la faction de Museveni, dont Mwesigwa Black et Omongin Raila. Les loyalistes du gouvernement reprennent Mbarara, Kalisizo et Kyotera, mais pas Mutukula. Selon Rwehururu, les insurgés sont mis en déroute à Kalisizo par un mélange de troupes du bataillon Simba et du régiment suicide, le tout dirigé par le lieutenant Atanasius. Un groupe d'environ 500 rebelles se retire dans les marais entre Masaka et la frontière tanzanienne. Des informateurs en Tanzanie ont affirmé que ces insurgés avaient reçu des fournitures fraîches, du matériel et des renforts de Tanzanie.
Amin reproche à Nyerere d'avoir soutenu et armé ses ennemis et affirme que 1 000 soldats tanzaniens avaient fait partie de la force d'invasion. Il riposte en ordonnant à son armée de l'air de bombarder les villes frontalières tanzaniennes. L'armée de l'air ougandaise cible Mwanza et Bukoba du 18 au 20 septembre, affirmant y détruire des camps d'insurgés. La TPDF déplace son 4e bataillon et une compagnie de mortiers pour protéger la frontière. Amin accuse aussi l'Israël, la Grande-Bretagne et l'Inde de soutenir l'attaque, et les rebelles d'être dans la poche des Ougandais sud-asiatiques. Un porte-parole de l'armée ougandaise déclare que trois mercenaires israéliens blancs ont travaillé avec les insurgés et ont été tués pendant l'invasion. Des observateurs étrangers s'inquiètent que ces «mercenaires» n'aient en fait été des civils blancs touchés par des balles perdues.
Le 19 septembre, le président Amin déclare une "victoire complète" sur les insurgés, bien que ces derniers détiennent encore certaines zones. Il affirme que ses troupes ont obtenu une copie des plans de bataille des rebelles et déclare, à tort, que les insurgés avaient l'intention de massacrer certaines tribus et professions. Furieux, des groupes de civils se regroupent et commencent à chasser les rebelles traînards, lynchant ceux qu'ils capturaient. Certains civils profitent de l'occasion pour régler leurs rancunes, essayant de présenter des innocents comme des partisans des insurgés. Les opérations officielles de nettoyage et les purges des éléments pro-rebelles sont confiées à Fadhul, Gowon et Isaac Maliyamungu (en). Fadhul gère la campagne, Gowon est responsable de Mbarara, et Maliyamungu organise les purges à Masaka. Le State Research Bureau (en) joue un rôle majeur dans la collecte de personnes présumées anti-Amin. À Mbarara, un tribunal ad hoc est mis en place et présidé par Gowon ; plusieurs rebelles présumés sont condamnés à mort, tandis que d'autres sont reconnus innocents et libérés.
Le 20 septembre, cinq Lockheed C-130 Hercules libyens transportant 399 soldats et du matériel militaire entrent dans l'espace aérien soudanais pour tenter d'atteindre l'Ouganda. Ils sont contraints par des jets soudanais d'atterrir à Khartoum ; les autorités soudanaises confisquent leurs armes et leur ordonnent de retourner en Libye. Les pilotes de C-130 assurent aux Soudanais qu'ils suivraient ces instructions, mais continuent en fait leur vol vers l'Ouganda sans se faire remarquer des radars soudanais. Les Libyens débarquent à Entebbe le 21 septembre. Bien qu'ils soient arrivés trop tard pour participer aux combats contre les rebelles, leur présence améliore l'image locale d'Amin. La Libye envoie aussi des commandos de l'Organisation de libération de la Palestine et un avion MiG pour aider Amin. Le 24 septembre, le gouvernement ougandais annonce que la guérilla contrôle toujours les villes de Mutukula et Kikagati (en). Amin affirme le 28 septembre qu'environ 50 guérilleros sont encore sur le sol ougandais, encerclés par les troupes de l'armée ougandaise. Le lendemain, la presse internationale rapporte que les combats ont pratiquement cessé.

## Réactions internationales et médiation
L'invasion et le soutien tanzanien aux insurgés sont internationalement condamnés, notamment par l'Organisation de l'unité africaine (OUA). Le Nigeria, la Guinée, la Libye et l’Égypte condamnent la formation et l'armement tanzaniens des rebelles ougandais. En réponse, le commandant des Forces de défense du peuple tanzanien, le général de division Mrisho Sarakikya (en), nie toute implication tanzanienne dans l'opération rebelle. Nyerere envoie également un télégramme au président de l'OUA Hassan II pour protester contre les frappes aériennes ougandaises visant les villes tanzaniennes. Pour éviter une guerre ouverte, l'OUA demande à des pays tiers d'intervenir entre l'Ouganda et la Tanzanie. L'OUA approche d'abord le président kenyan Jomo Kenyatta, mais lui et son gouvernement refusent de se mêler à l'affaire. L'empereur Haile Selassie d'Éthiopie, le président algérien Houari Boumédiène et le président guinéen Ahmed Sékou Touré organisent finalement la médiation, tandis que l'Égypte contacte le ministre tanzanien des Affaires étrangères John Malecela (en) pour rechercher une solution pacifique. Le plan de paix en cinq points du président somalien Siad Barre est la proposition la plus positivement accueillie en Ouganda et en Tanzanie, bien qu'Amin poursuive sa rhétorique agressive pendant que les représentants ougandais et tanzaniens se rencontrent dans la capitale somalienne Mogadiscio.

## Conséquences

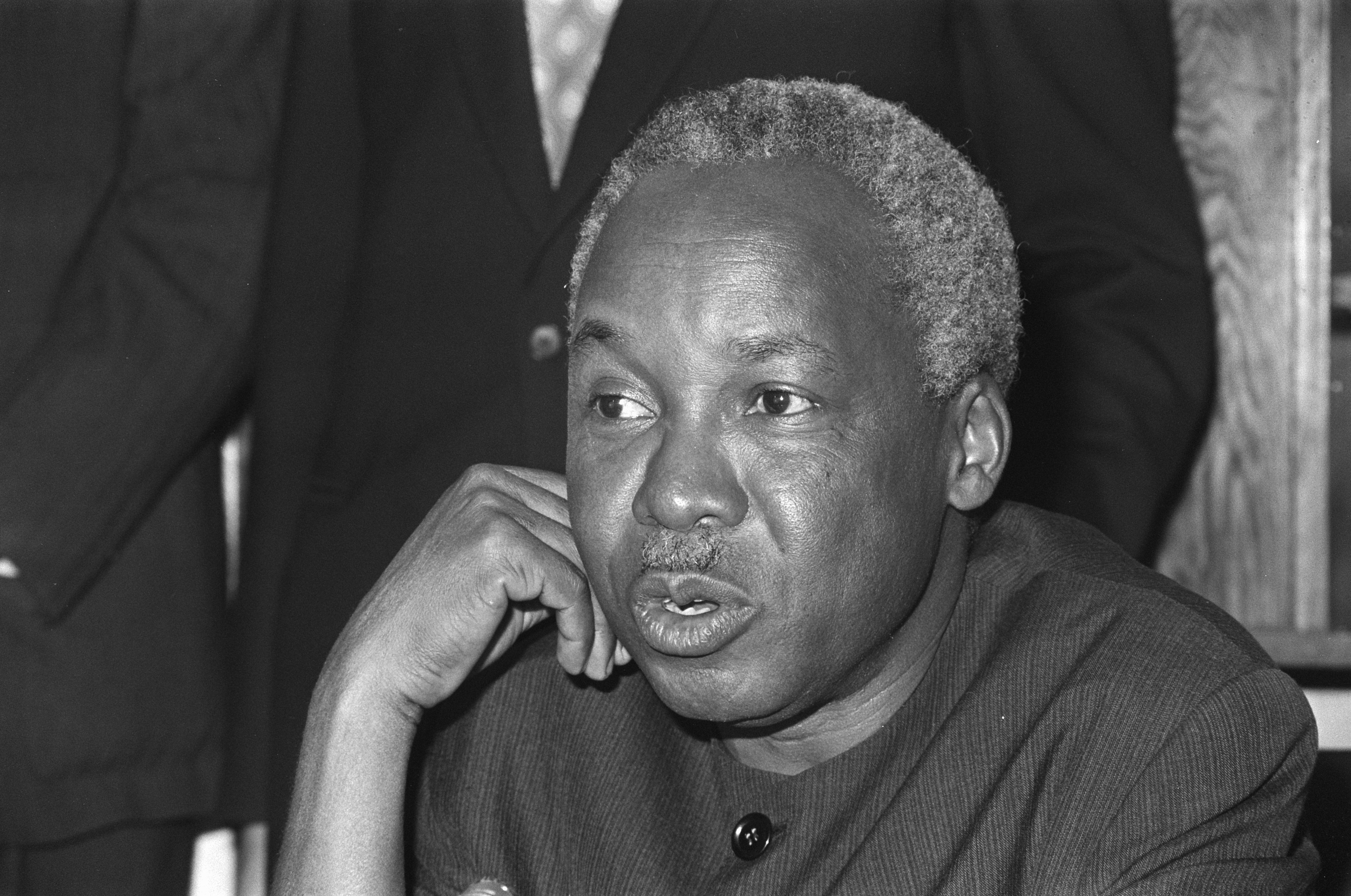
Le président tanzanien Julius Nyerere.

Bien que ses commandants l'encouragent à répliquer aux attaques à la frontière ougandaise, Nyerere accepte la médiation supervisée par Siad Barre, qui aboutit à la signature de l'accord de Mogadiscio, qui stipule que les forces ougandaises et tanzaniennes doivent laisser au moins 10 kilomètres démilitarisés de chaque côté de la frontière et s'abstenir de soutenir les forces d'opposition qui ont pris pour cible les gouvernements de l'autre. Le camp rebelle ougandais de Handeni est fermé et les loyalistes d'Obote sont réinstallés à Tabora, dans le centre de la Tanzanie, pour vivre de la culture de tabac. L'accord est signé le 5 octobre 1972. Amin et Nyerere restent des ennemis personnels.
Dans l'ensemble, les rebelles sont complètement vaincus et subissent de lourdes pertes ; des centaines de personnes sont tuées. Le Daily Monitor évalue les pertes des insurgés à 454 morts. L'armée ougandaise admet la mort de neuf soldats. Selon le gouvernement ougandais, environ 150 civils ougandais sont morts lors de l'invasion. Entre neuf et 20 civils tanzaniens ont été tués lors des frappes aériennes ougandaises,.
Après l'invasion, Amin pose à la télévision avec plusieurs rebelles capturés. Plusieurs guérilleros présumés sont ensuite secrètement ou publiquement exécutés, dont le capitaine Oyile, l'ancien ministre de l'Information Alex Ojera, Picho Ali, et l'ancien vice-ministre des Coopératives Joshua Wakholi. Amin utilise l'invasion comme une opportunité pour tuer des opposants politiques, qu'ils aient ou non soutenu l'attaque rebelle. Des centaines de personnes appartenant à l'élite civile du pays sont arrêtées et tuées. Ces purges sont menées par la police militaire, le State Research Bureau et l'unité de sécurité publique. Benedicto Kiwanuka (qu'Amin a libéré en 1971 et nommé juge en chef de l'Ouganda) fait partie des personnes assassinées à la suite de l'attaque rebelle. Il y a de nombreuses exécutions de partisans présumés du Congrès du peuple ougandais dans les régions de Masaka et de Mbarara, et de nombreuses personnalités de l'opposition emprisonnées sont tuées. De nombreux Ougandais sont choqués par les massacres qui suivent l'invasion, ce qui ternit enfin l'image d'Idi Amin. Amin ordonne une accélération de l'expulsion des Asiatiques d'Ouganda en réponse à l'invasion, et purge la police ainsi que l'armée ougandaise des éléments déloyaux présumés. Plusieurs officiers de l'ethnie baganda sont victimes de disparition forcée, tandis que le président s'en prend publiquement aux soldats acholi et langi, leur ordonnant de "cesser leurs sales activités". L'invasion de 1972 est considérée en Ouganda comme le tournant auquel le régime d'Amin devient beaucoup plus violent qu'auparavant, devenant plus paranoïaque et plus disposé à assassiner carrément des civils. Avec une opinion publique moins favorable, Amin en vient à compter encore plus sur la terreur pour rester au pouvoir. La popularité d'Amin souffre également lorsque l'expulsion des Asiatiques ougandais cause de graves problèmes à long terme d'économie et à de réputation internationale du pays. Environ vingt mille Ougandais fuient le pays pour se réinstaller en Tanzanie.
L'activité des insurgés contre Amin continue et Nyerere informe les rebelles ougandais que les activités anti-Amin seront tolérées en Tanzanie malgré l'accord de Mogadiscio. Le président tanzanien demande aux insurgés de rester clandestins et de ne pas l'informer de leurs opérations. La Tanzanie continue aussi à traiter Obote comme un chef d'État. L'invasion ratée provoque des tensions entre les chefs rebelles. Obote ne pardonne pas à Museveni le fait que le soulèvement populaire à Mbarara ne s'est pas produit. Au début de 1973, Museveni annonce la formation du Front for National Salvation (en) tandis qu'Obote reconstruit son armée de guérilla . Toutes les factions rebelles participent à la guerre ougando-tanzanienne de 1978–79 qui aboutit au renversement d'Amin. Obote revient au pouvoir lors des élections générales ougandaises de 1980 (en), provoquant la prise d'armes par plusieurs groupes d'opposition. Le Mouvement de résistance nationale de Museveni remporte la guerre de brousse ougandaise et il devient président ougandais en 1986.